# Rewired (álbum de Mike + The Mechanics)
Rewired es el sexto álbum de estudio de Mike + The Mechanics, lanzado en 2004. Este fue el primer álbum lanzado por la banda tras la muerte del co-cantante Paul Young. En parte debido a esto, el álbum fue acreditado a "Mike + The Mechanics + Paul Carrack". Es el único álbum de Mike + The Mechanics hasta la fecha con un solo vocalista principal y el último que presenta a Paul Carrack.
El álbum fue lanzado en el Reino Unido como un CD sencillo independiente y como una combinación de CD/DVD de edición limitada. El conjunto de 2 discos de edición limitada comprende el álbum en CD de 9 pistas más un DVD extra con formato PAL de 10 pistas que incluye un vídeo para cada canción más versiones largas y cortas de "One Left Standing". El álbum finalmente fue lanzado en Norteamérica por Rhino Records en septiembre de 2005 como un solo CD.
En septiembre de 2004 se publicó en el Reino Unido el álbum recopilatorio Rewired + Hits, que reempaquetaba Rewired y el álbum recopilatorio de 1996 Hits juntos como un CD doble. La portada es un primer plano de parte de la portada de Rewired superpuesta con las portadas de ambos álbumes, una al lado de la otra.
Más tarde, Mike Rutherford calificó el álbum de "dudoso" y explicó que "lo miro hacia atrás y ya sabes... hicimos el disco, no pensé mucho en ello, pero luego, probablemente no debería haberlo hecho". La química con Carrack y Young fue excelente, luego perdimos a Paul Young y yo seguimos luchando, con algunas canciones bonitas. No debería haberlo hecho. Y el sonido de eso, no me gusta".

## Recepción crítica
En su reseña de Allmusic, Bruce Eder calificó a Rewired como "un excelente disco, una mezcla de balada pop/rock orquestada con sintetizador que recuerda favorablemente tanto el trabajo de Genesis de mediados de los 70 como el trabajo más centrado en el pop de Phil Collins". Elogió particularmente la interpretación de Rutherford y McIntosh y la voz de Carrack.

## Lista de canciones
1. "One Left Standing" (Carrack, Rutherford, Sharon Woolf) – 5:11
2. "If I Were You" (Carrack, B.A. Robertson, Rutherford) – 4:21
3. "Perfect Child" (Carrack, Robertson, Rutherford) – 5:11
4. "Rewired" (Will Bates, Carrack, Rutherford) – 5:31
5. "I Don't Want It All" (Carrack, Rutherford) – 5:06
6. "How Can I?" (Carrack, Rutherford) – 4:44
7. "Falling" (Carrack, Rutherford, Woolf) – 5:17
8. "Somewhere Along The Line" (Carrack, Robertson, Rutherford) – 3:52
9. "Underscore" (Bates, Carrack, Rutherford) – 5:09